# Békéscsabai kistérség
A Békéscsabai kistérség kistérség Békés megyében, központja Békéscsaba.

## Települései
| Békéscsaba | Csabaszabadi | Kétsoprony | Szabadkígyós | Telekgerendás |
| Újkígyós   |              |            |              |               |

## Fekvése
Békés megye középső részén fekszik, a központja a megyeszékhely Békéscsaba, ahol találkoznak a főközlekedési útvonalak és vasutak.
A területet átszeli a 44-es és 47-es számú főutak, illetve a 120-as Budapest–Szolnok–Békéscsaba–Arad villamosított, kétvágányú nemzetközi vasúti fővonal. Szintén áthalad a területen a Békéscsaba–Orosháza–Szeged vasútvonal, amely egyvágányú és nem villamosított.

## Története
A Békéscsabai kistérséget már a kistérségi beosztást első ízben kialakító 9006/1994 (S.K.3) KSH-elnöki közlemény tartalmazta. Területe 2004-ben változott, mivel Gyula, Elek, Újkígyós, Szabadkígyós, Lőkösháza és Kétegyháza az ekkor létrehozott Gyulai kistérséghez kerültek. 2007-ben Szabadkígyós és Újkígyós visszakerültek a Békéscsabai kistérséghez, viszont Doboz a Békési kistérséghez került.
Ekkortól került át a fejlődő kategóriába is.

## Nevezetességei

### Békéscsaba
- Békéscsabai Jókai Színház (az Alföld első állandó kőszínháza)
- Evangélikus nagytemplom (Közép-Európa legnagyobb evangélikus temploma)
- Munkácsy Mihály Múzeum
- Szárazmalom
- Szlovák Tájház
- Szoborsétány az Élővíz-csatorna mentén
- Csaba Center (Magyarország 5. legnagyobb bevásárlóközpontja)
- Árpád Gyógy- és Strandfürdő

### Csabaszabadi
- Beliczay-kastély